# A Happy Life (林原めぐみの曲)
「A Happy Life」（ア・ハッピー・ライフ）は、林原めぐみの34枚目のシングル。2007年2月7日にスターチャイルドから発売された（KICM-1196）。

## 概要
- 2007年にテレビ東京系で放送されたテレビアニメ『がくえんゆーとぴあ まなびストレート!』の主題歌。
- 表題曲は、林原に度々楽曲を提供して親交も深く、自身にとっては憧れの存在だった岡崎律子の曲をカバーしたものである。（原曲はミニアルバム『A Happy Life』収録の同名曲）。
- レコーディングは2006年12月頃に行われた。
- 2007年の公式サイトの動画の新年の挨拶で、今作のリリースをファンに告げるとともに、「岡崎さんの歌は歌いたくてしょうがなかった」と曲に対する抱負を語っていた。また、「歌うことが楽しみだから歌うことにしてます」、「歌うことないかなっと思っていたら「Meet again」を歌えたので、まだ歌い続けようと思います」とも語っていた。ちなみにタイアップ先が学園系アニメであり、また時期的にも受験シーズンだったせいか、作品の抱負を語る中で交え飛ばしたジョークは「今、このメッセージを聞いていても大丈夫ですか」「私は良いけど、落ちても私のせいにはしないでね」など、受験生を意識したものが多かった。

## 収録曲
（全作詞・作曲：岡崎律子、編曲：たかはしごう）
1. A Happy Life [3:38]
  - テレビアニメ『がくえんゆーとぴあ まなびストレート!』オープニングテーマ
  - アニメ最終回のエンディングでは、堀江由衣、野中藍、井上麻里奈、平野綾、藤田咲によるカバーバージョンが使用された。
2. Lucky & Happy [4:26]
  - テレビアニメ『がくえんゆーとぴあ まなびストレート!』エンディングテーマ
  - 本来この曲は、1995年に『愛天使伝説ウェディングピーチ』のキャラクターソングとして作られた曲で、FURILのアルバム『ウェディングピーチ FURIL』に収録されている。今回林原がカバーしたことにより、既存しているアニメのキャラクターソングとして作られた曲が、全く別のアニメのエンディング曲としてカバーされるという珍しい現象が起きた[注 1]。
3. A Happy Life（Off Vocal Version） [3:38]
4. Lucky & Happy（Off Vocal Version） [4:24]

## 収録アルバム
| 曲名          | 収録アルバム                                                                                   | 発売日        | 規格品番          | 備考                     |
| ------------- | ---------------------------------------------------------------------------------------------- | ------------- | ----------------- | ------------------------ |
| A Happy Life  | 『がくえんゆーとぴあ まなびストレート! ♥オリジナルサウンドトラック♥ 聖桜生徒会 アンサンブルI』 | 2007年2月21日 | KICA-831〜832     | TV-Size Ver.として収録。 |
| A Happy Life  | 『CHOICE』                                                                                     | 2010年7月21日 | KICS-1548         |                          |
| A Happy Life  | 『with you』                                                                                   | 2017年5月3日  | KICS-93489〜93490 |                          |
| Lucky & Happy | 『がくえんゆーとぴあ まなびストレート! ♥オリジナルサウンドトラック♥ 聖桜生徒会 アンサンブルI』 | 2007年2月21日 | KICA-831〜832     | TV-Size Ver.として収録。 |
| Lucky & Happy | 『CHOICE』                                                                                     | 2010年7月21日 | KICS-1548         |                          |
| Lucky & Happy | 『with you』                                                                                   | 2017年5月3日  | KICS-93489〜93490 |                          |

## カバー
| 曲名                     | ボーカル                                           | 収録アルバム                                                                                    | 発売日        | 製造番号      |
| ------------------------ | -------------------------------------------------- | ----------------------------------------------------------------------------------------------- | ------------- | ------------- |
| A Happy Life 最終話 Ver. | 天宮学美、稲森光香、上原むつき、衛藤芽生、小鳥桃葉 | 『がくえんゆーとぴあ まなびストレート! ♥オリジナルサウンドトラック♥ 聖桜生徒会 アンサンブルII』 | 2007年5月16日 | KICA-851〜852 |